# Pierre-Armand Dufau
Pour les articles homonymes, voir Dufau.
Pierre Armand Dufau (15 février 1795 – 22 octobre 1877), fut directeur de l’Institution Royale des Jeunes Aveugles (maintenant l’Institut National des Jeunes Aveugles) entre 1840 et 1855. Il fut l’auteur de nombreuses publications.

## Débuts dans la vie
Pierre-Armand Dufau (ou Duffau selon l’acte de naissance) naquit le 15 février 1795 à Bordeaux, fils de Paul-Armand Duffau, cultivateur, et Marie Chicou. Il fit ses études à Bordeaux, et devint instituteur. Il entra à l’Institution Royale des Jeunes Aveugles de Paris en 1815, à l’âge de 20 ans, à l’invitation du directeur Sébastien Guillié, soit à l’époque de la Restauration. En 1819, à l’âge de 24 ans, il publia Histoire générale de France, avant et depuis l’établissement de la monarchie dans les Gaules jusqu’à la paix générale en 1815. En 1823 à Versailles, il épousa Chérie Prudence Chaales des Étangs.

## Directeur de l’Institution des jeunes aveugles
Dufau fut instituteur à l’Institution Royale des Jeunes Aveugles pendant 25 ans, d’abord sous le directorat de Sébastien Guillié puis, après 1821, de celui d’Alexandre-René Pignier. Sa spécialité était la géographie. En 1836, conjointement avec une institutrice et un agent comptable, Dufau écrivit un rapport contre Pignier qu’il adressa au Ministère de l’Instruction Publique. Tous trois l’accusaient d’avoir corrompu les esprits des élèves en leur enseignant l’histoire  et en promouvant la religion catholique. Pignier fut démit de ses fonctions de directeur en 1840 et Dufau lui succéda.
En tant que directeur, Dufau « dota l’Institution d’ateliers nouveaux, introduisit la gymnastique, codifia en un règlement les usages intérieurs, régularisa la caisse des pensions et créa pour les aveugles français une Société de patronage et de secours. … En dépit des critiques acerbes que Dufau avait adressées à la direction précédente, il en conserva les traditions générales et le personnel enseignant. »
À l’époque où Pignier était directeur de l’Institution, Louis Braille conçut sa méthode d’écriture en points saillants pour les aveugles, méthode appréciée par les élèves. En 1840, Dufau, résolument opposé à l’écriture en points saillants de Braille, donna officiellement la préférence à l’impression des livres en écriture latine en relief, excepté pour les partitions musicales. Dufau « fait même fondre pour l’imprimerie de l’établissement de nouveaux caractères imités de ceux en usage dans les institutions d’Édimbourg et de Philadelphie. »  En parallèle, il fit détruire les livres imprimés sous Guillié et Pignier selon la méthode créée par Valentin Haüy, le fondateur de l’Institution.
Joseph Guadet, qui avait été choisi par Dufau comme second instituteur, remarqua l’importance du braille pour les élèves et « constata bientôt que cette méthode était effectivement plus pratique que les caractères en relief, ce dont il finit par convaincre Dufau. »
Bien que les démarches pour implanter l’école dans un nouveau bâtiment boulevard des Invalides fussent initiées par Pignier (le bâtiment qui l’hébergeait entre 1815 et 1843 était vieux et insalubre), ce fut Dufau qui présida la cérémonie d’inauguration en février 1844. À cette occasion Guadet prononça un discours sur les mérites du braille, seule écriture dorénavant utilisée à l’Institution.
En reconnaissance de son implication au service des aveugles, Dufau fut élevé au grade de Chevalier de la Légion d’Honneur en 1849 et de Chevalier de l’Ordre de la Rose au Brésil en 1853.
Dufau prit sa retraite en 1855, soit après 40 ans passés à l’Institution comme enseignant puis comme directeur.

## Publications
Selon l’historien Edgard Guilbeau, « Dufau fut plus remarquable comme écrivain spécial que comme directeur. » La liste de ses publications est longue et variée. Il fut journaliste au Temps et au Constitutionnel dont il fut le directeur en 1834. Il contribua au Mercure du XIXe siècle, et la Revue encyclopédique, à l'Encyclopédie des gens du monde et au Dictionnaire de la conversation. Il fut l'un des fondateurs des Annales de la charité.
Quelques titres importants :
Essai sur l'état physique, moral et intellectuel des aveugles-nés, avec un nouveau plan pour l'amélioration de leur condition sociale. Paris: Imprimerie royale, 1837.
Lettres à une dame sur la charité. Paris: Guillaumin, 1847.
Des aveugles : considérations sur leur état physique, moral et intellectuel, avec un expose complet des moyens propres à améliorer leur sort. 2e ed. Paris : J. Renouard, 1850.
Souvenirs d'une aveugle-née, recueillis et écrits par elle-même. Paris : Jules Renouard et Cie, 1851.
Notice historique, statistique et descriptive sur l'Institution nationale des jeunes aveugles de Paris. Paris: Chez le concierge de l’Institution, 1852.
Essai sur la science de la misère sociale. Paris: J. Renouard, 1857.

## Décès
Dufau mourut le 22 octobre 1877 à Versailles, où il avait vécu avec sa femme après avoir pris retraite. Sa femme mourut le 30 avril 1888 à Versailles. Ils n’avaient pas d’enfants.

## Distinctions et décorations
Dufau était membre de la Société académique des sciences de Paris de 1821 jusqu'à sa dissolution en 1826. Prix Montyon en 1837, lauréat de l'Académie des sciences en 1840.
- Chevalier de la Légion d'honneur (1849)[10]
- Chevalier de l'Ordre impérial de la Rose (1853) [10]